# Pawieł Szylling

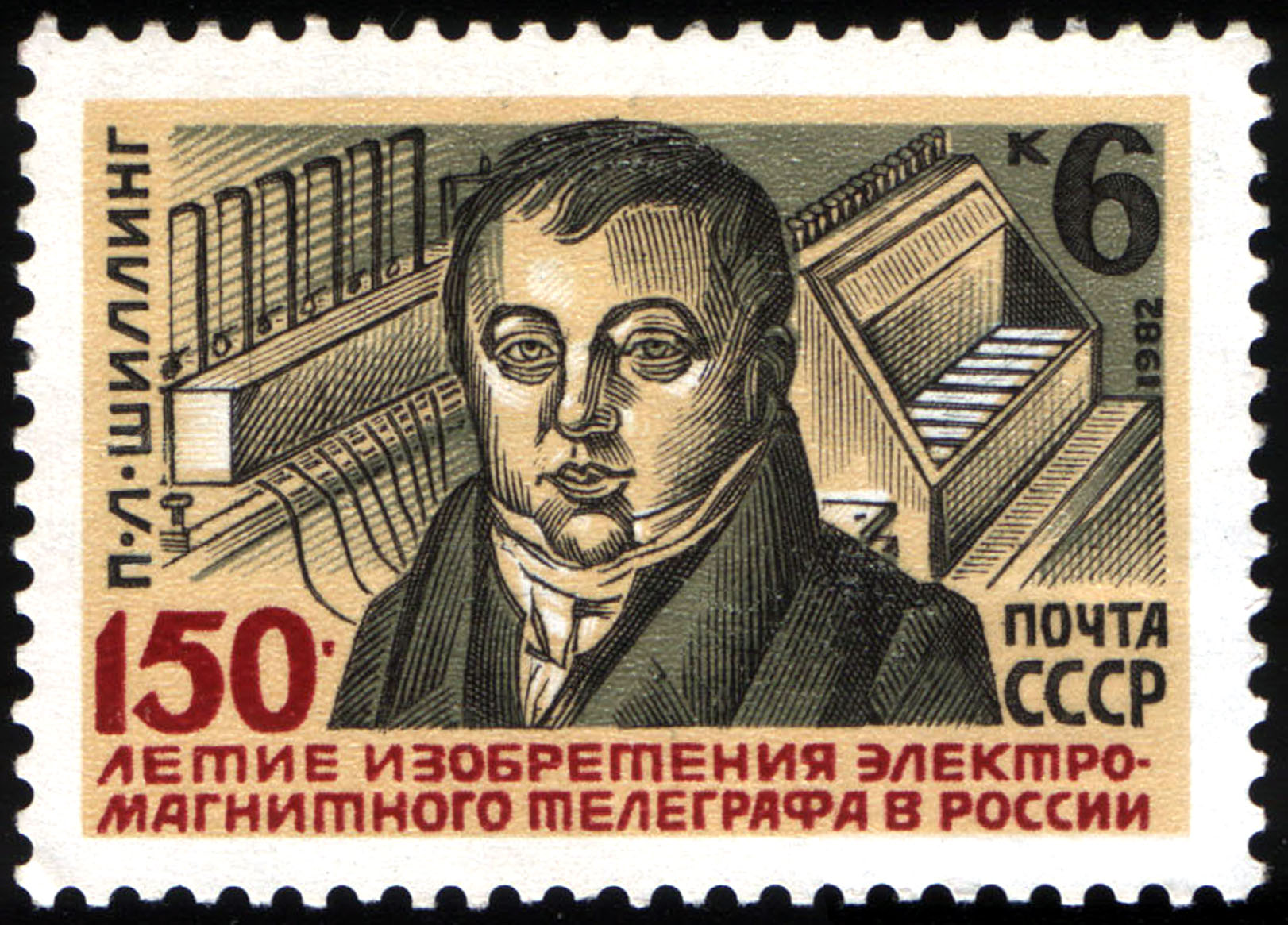
Pawieł Szylling na znaczku radzieckim

Pawieł L. Szylling, wł. Paul Schilling von Connstadt (ur. 1786, zm. 1837) – rosyjski elektrotechnik i dyplomata pochodzenia niemieckiego, pionier telegrafii.
W 1812 roku wynalazł minę elektryczną. W 1832 roku zbudował elektryczny telegraf igiełkowy (wskazówkowy), a w 1836 roku przeprowadził próbną transmisję na odległość 10 km podwodnymi przewodami (zastosował izolację kauczukową). Był członkiem Petersburskiej Akademii Nauk.